# 24027 Downs
24027 Downs è un asteroide della fascia principale. Scoperto nel 1999, presenta un'orbita caratterizzata da un semiasse maggiore pari a 2,4474845 UA e da un'eccentricità di 0,1574190, inclinata di 1,99924° rispetto all'eclittica.